# Vaccinium mandarinorum
Vaccinium mandarinorum là một loài thực vật có hoa trong họ Thạch nam. Loài này được Diels miêu tả khoa học đầu tiên năm 1900.